# Lens Peak
Der Lens Peak (englisch für Linsenspitze) ist ein rund 500 m hoher Berg an der Graham-Küste des Grahamlands auf der Antarktischen Halbinsel. Er ragt am Südufer der Holtedahl Bay unmittelbar östlich von Conway Island auf.
Luftaufnahmen der Hunting Aerosurveys Ltd. aus den Jahren von 1956 bis 1957 dienten dem Falkland Islands Dependencies Survey für eine Kartierung. Das UK Antarctic Place-Names Committee benannte den Berg am 23. September 1960 in Anlehnung an die Benennung weiterer Objekte in der Umgebung, die an die Pioniere in der Erforschung der Schneeblindheit und in der Entwicklung von Schneebrillen erinnern.